# Joseph P. Reidy
Joseph Patrick Reidy (né en 1948) est un historien de la guerre civile américaine,. Il est professeur émérite et doyen associé à la retraite de l'Université Howard.

## Biographie
Joseph Reidy obtient un baccalauréat en sociologie de l'Université Villanova, suivi en 1974 d'une maîtrise de l'Université de Northern Illinois avec une thèse intitulée Negro Election Day and the New England Black community, 1750-1865. Il obtient son doctorat en histoire en 1982, également à la Northern Illinois University, avec une thèse intitulée Masters and slaves, planters and freedmen: the transition from slavery to freedom in central Georgia, 1820-1880,.
En 2020, il reçoit le Prix Bancroft et est finaliste du Prix Gilder Lehrman Lincoln pour Illusions of Emancipation: The Pursuit of Freedom and Equality in the Twilight of Slavery,.

## Publications
- Illusions of Emancipation: The Pursuit of Freedom and Equality in the Twilight of Slavery, University of North Carolina Press (2019)
- From Slavery to Agrarian Capitalism in the Cotton Plantation South, Central Georgia 1800-1880, University of North Carolina Press (1995)[9]
- Coéditeur avec Ira Berlin et Leslie S Rowland, The Black Military Experience, partie de Freedom: A Documentary History of Emancipation, 1861-1867, Cambridge University Press, 2010